# 朱以鑑
朱以鑑（？—？），广东澄海人，是一名清朝政治人物。
朱以鑑曾于同治六年（1867年）接替杨庆容任漳州府知府一职，同治七年（1868年）由张其曜接任。